# Belakavadi, Malavalli
Belakavadi là một làng thuộc tehsil Malavalli, huyện Mandya, bang Karnataka, Ấn Độ.